# Hylophilus poicilotis
El chiví coronado (en Argentina y Paraguay) (Hylophilus poicilotis), también denominado verdillo coronado, o vireillo de moño rufo, es una especie de ave paseriforme de la familia Vireonidae perteneciente al género Hylophilus. Habita en el centro este de América del Sur.

## Descripción
Mide cerca de 12,5  cm de largo y pesa 11,8  g. Pico corto y puntiagudo y cola relativamente larga. Corona rojiza y lados de la cabeza grisáceo claro con diseño negro. Partes superiores verde oliváceo y partes inferiores amarillo grisáceo.

## Distribución y hábitat
Se encuentra desde el norte de Bolivia hasta el este de Paraguay, noreste de Argentina (Misiones) y sureste y sur de Brasil (sur de Mato Grosso do Sul hacia el este hasta Espírito Santo, hacia el sur hasta Río Grande do Sul).
Sus hábitats naturales son humedales subtropicales o tropicales de llanura, y antiguos bosques degradados.  Es común en bordes de bosques, ocurriendo a los pares entre altitudes de 50 a 1500  m s. n. m.

## Comportamiento
En la mata atlántica es observado comúnmente siguiendo bandadas mixtas. Es localmente migratorio.

### Alimentación
Captura insectos de forma curiosa, colgándose con las patas de las hojas verdes del estrato medio del bosque, técnica semejante a la utilizada por Basileuterus hypoleucus, que es también su vecino en los bosques mesófilos del estado de São Paulo, Brasil. Fue observado alimentándose de los frutos de árboles del género Guarea durante el invierno, al lado de otros pájaros frugívoros como Elaenia obscura y Chiroxiphia caudata.

### Reproducción
El nido tiene forma de taza abierta, honda, hecha de fibras, hojas, y por afuera revestido de musgo. Los huevos son blancos o blanco-rojizos, salpicado de puntos negros y violetas poco numerosos o casi inexistentes.

## Sistemática

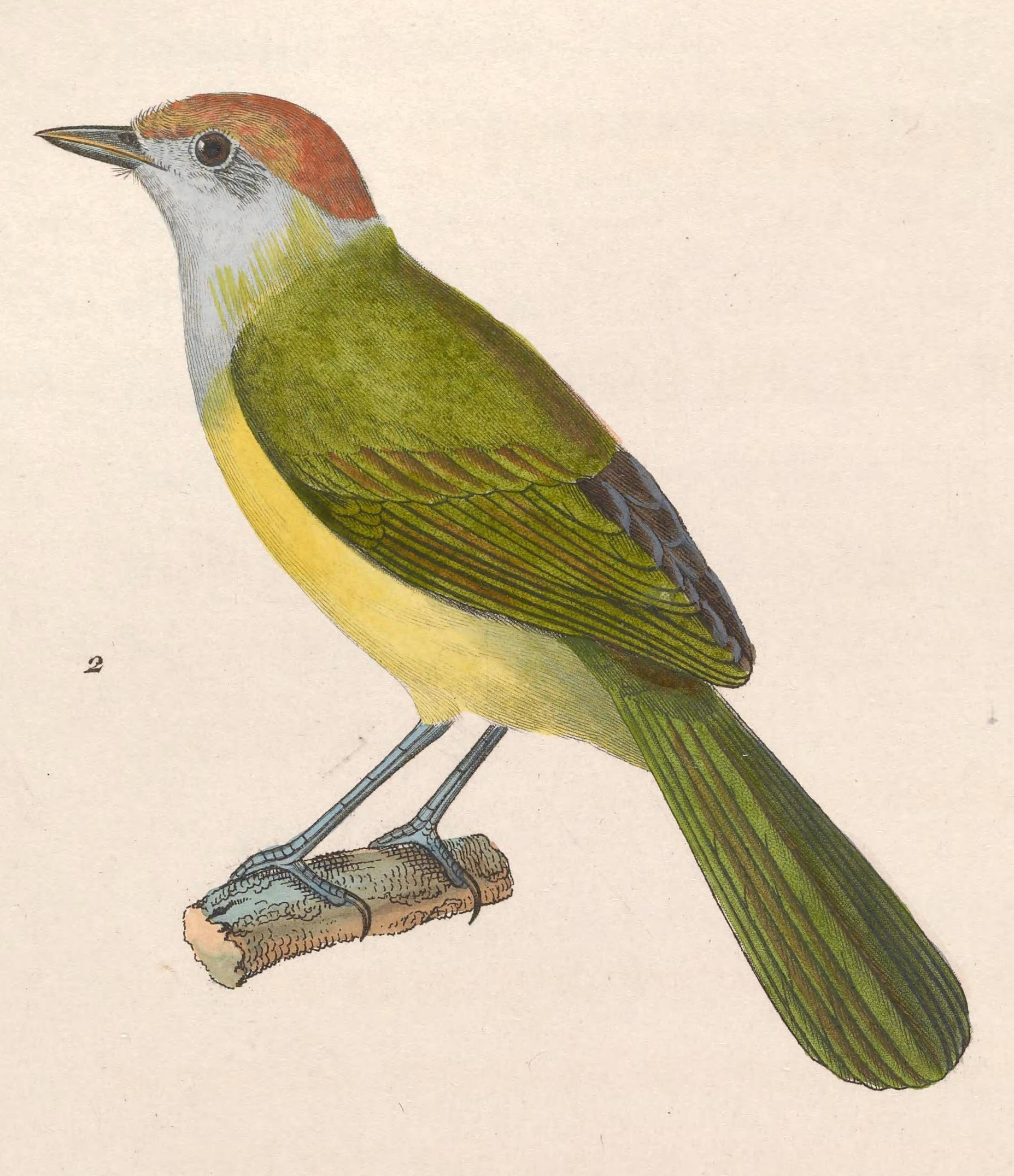
Hylophilus poicilotis; ilustración de Nicolas Huet le Jeune y Jean-Gabriel Prêtre, 1838.

### Descripción original
La especie H. poicilotis fue descrita por primera vez por el naturalista neerlandés Coenraad Jacob Temminck en 1822 bajo el mismo nombre científico; la localidad tipo es: «Ypanema, São Paulo, Brasil».

### Taxonomía
Antes tratada como conespecífica con Hylophilus amaurocephalus, con quien es parcialmente simpátrica, pero parecen ser claramente diferenciadas por el plumaje, color de los ojos, vocalización y preferencia de hábitat. Relatos anteriores de hibridación entre las dos especies se explica debido a la presencia de “cline residual” que refleja variaciones geográficas del ancestral. Es monotípica.